# 多莫杰多沃站
多莫杰多沃站（羅馬化：Domodedovskaya）是莫斯科地鐵的一個車站，位於莫斯科南部。多莫杰多沃站是莫斯科河畔線的一個車站，開通於1985年9月7日。車站名稱來自於多莫傑多沃國際機場。